# 潮爆生仔秘笈
是一套2012年的美國愛情喜劇電影，由柯克·瓊斯執導。故事改編自海蒂·馬爾科夫的1984年同名育嬰指南《What to Expect When You're Expecting》。

## 演員
| 演員            | 角色          |
| --------------- | ------------- |
| 金美倫·戴雅絲   | 茱莉絲 Jules  |
| 柴斯·克勞福     | 馬可 Marco    |
| 安娜·坎卓克     | 蘿西 Rosie    |
| 馬修·莫里森     | 伊凡 Evan     |
| 珍妮佛·羅培茲   | 荷莉 Holly    |
| 羅德里格·桑托羅 | 艾力克斯 Alex |
| 伊莉莎伯·班絲   | 溫蒂 Wendy    |
| 賓·費爾剛       | 蓋瑞 Gary     |
| 布魯克林·戴克   | 絲凱樂 Skyler |
| 丹尼斯·奎德     | 萊姆西 Ramsey |
| 咪咪·集普納     | 茉莉 Molly    |

## 評價
影片被《時代周刊》列為2012年度十大最差電影之一。

## 外部連結
- 官方網站
- 互联网电影数据库（IMDb）上《潮爆生仔秘笈》的资料（英文）
- 爛番茄上《潮爆生仔秘笈》的資料（英文）
- AllMovie上《潮爆生仔秘笈》的资料（英文）
- Box Office Mojo上《潮爆生仔秘笈》的資料（英文）
- Metacritic上《潮爆生仔秘笈》的資料（英文）
- Yahoo奇摩電影上《潮爆生仔秘笈》的資料（繁體中文）
- 開眼電影網上《潮爆生仔秘笈》的資料（繁體中文）
- 时光网上《潮爆生仔秘笈》的資料（简体中文）
- 豆瓣电影上《潮爆生仔秘笈》的資料 （简体中文）